# Boarmia pusilla
Boarmia pusilla är en fjärilsart som beskrevs av W. Warren 1897. Boarmia pusilla ingår i släktet Boarmia och familjen mätare. Inga underarter finns listade i Catalogue of Life.